# یلجنو
یلجنو (به لاتین: Jeldzino) یک روستا در لهستان است که در گمینا کروکووا واقع شده‌است. یلجنو ۲۵۰ نفر جمعیت دارد.